# Dontostemon
Dontostemon é um género botânico pertencente à família Brassicaceae.

## Espécies
| - Dontostemon asper - Dontostemon brevipes - Dontostemon circinatus - Dontostemon dentatus - Dontostemon eglandulosus - Dontostemon elegans - Dontostemon glandulosus - Dontostemon grandiflorus - Dontostemon hispidus - Dontostemon integrifolius | - Dontostemon intermedius - Dontostemon matthioloides - Dontostemon micranthus - Dontostemon oblongifolius - Dontostemon pectinatus - Dontostemon perennis - Dontostemon pinnatifidus - Dontostemon scorpioides - Dontostemon senilis - Dontostemon tibeticus |